# Phyllonorycter etnensis
Phyllonorycter etnensis là một loài bướm đêm thuộc họ Gracillariidae. Nó được tìm thấy ở Sicilia.
Ấu trùng ăn Genista aetnensis. Chúng ăn lá nơi chúng làm tổ hoặc đục rễ.